# Nora Götz
Nora Götz est une ancienne joueuse allemande de volley-ball née le 12 août 1989 à Berlin-Mitte. Elle mesure 1,85 m et jouait au poste de centrale. 

## Clubs
| Club                           | De        | À         |
| ------------------------------ | --------- | --------- |
| Berlin Brandenburger Sportclub | 1996-1997 | 2002-2003 |
| VCO Berlin                     | 2003-2004 | 2004-2005 |
| VC Olympia Rhein-Neckar        | 2005-2006 | 2006-2007 |
| SV Sinsheim                    | 2007-2008 | 2011-2012 |
| VC Kanti Schaffhausen          | 2012-2013 | 2012-2013 |
| SV Sinsheim                    | 2013-2014 | 2017-2018 |

## Palmarès
- Championnat de Suisse
  - Finaliste : 2013.